# عبد الله الجراري
عبد الله الجراري (1322- 1403 هـ/ 1905- 1983 م) عالم وأستاذ وأديب، من أبرز رجال المغرب الحديث علمًا ووطنية و تأليفًا.

## سيرته
هو العالم المجاهد عبد الله بن العباس الجراري، نسبة إلى عرب بني جرّار الذين وفدوا إلى المغرب في وقت مبكر خاصة في النصف الأخير من القرن الهجري الثاني، ولد بالرباط يوم 4 شعبان عام 1322 هـ الموافق لسنة 1905 م. تلقى تعليمه الأولي بالكتّاب، فحفظ القرآن الكريم ثم بعد ذلك نال إجازات على أيدي علماء عصره في الرباط، ثم التحق بجامعة القرويين بفاس، وحصل فيها على الشهادة العالمية سنة 1937. عمل معلمًا في المدارس الحرة والرسمية بدءًا من سنة 1920. وفي سنة 1932 م التحق بالتعليم الرسمي، وفي السنوات الأولى لإنشاء الإذاعة كان يرتل القرآن الكريم ويلقي دروسا في الحديث و التفسير فكان أول قارئ ومجود للقرآن الكريم بالإذاعة الوطنية، وأول محاضر بها. عينه الملك محمد الخامس عام 1939 كاتبا بدار المخزن -القصر الملكي- نائبا لمندوب المعارف وكلفه بتفتيش التعليم العربي في المغرب (الحر ومدارس البنات)، فكان له فضل كبير على تطوير هذا التعليم. عُرف عبد الله الجراري بمواقفه الوطنية المشهودة ضد سلطات الحماية وبسببها تمّ إبعاده عن مهنة التفتيش سنة 1953 مباشرة بعد نفي الملك محمد الخامس وأسرته، وعاد إليها بعد الاستقلال، كما شارك في عدة لجان ومؤتمرات داخلية وخارجية، وكان عضوا في رابطة العلماء، واتحاد الكتاب، وعضوا في المجلس العلمي للعدوتين الرباط و سلا الذي عُين فيه في 12 يوليوز 1981.

## مؤلفاته
للعلامة عبد الله الجراري أكثر من سبعين مؤلفًا ما زال معظمها مخطوطًا. تشمل هذه المؤلفات مختلف أنواع العلوم وتفرعاتها. نذكر منها:
1. متعة المقرئين في تجويد القرآن المبين
2. المعجم القرآني
3. القول المحتم في لبس الخاتم
4. نقد النقد لما احتوى عليه الدر المنظم من الحل والعقد
5. ذكريات المؤمن
6. دروس في التاريخ المغربي
7. تقدم العرب في العلوم والصناعات وأستاذيتهم لأوروبا
8. من أعلام الفكر المعاصر بالعدوتين الرباط و سلا
9. التأليف ونهضته بالمغرب في القرن العشرين
10. سلسلة شخصيات مغربية
11. من رجال الثقافة والفكر بالرباط و سلا
12. رمضان في إشراقاته وأنواره
13. اختصار جذوة الاقتباس لابن القاضي

و له مؤلفات في أدب الرحلة منها:
1. قرة العيون في سبعة أيام في مكناسة الزيتون وجارتها زرهون
2. نزهة الاقتباس في خمسة أيام في فاس
3. عشرة أيام في مراكش
4. الرحلة الربيعية إلى عاصمة فاس العلمية
5. رحلتي الصيفية
6. ملخص الرحلة الليبية

و له شعر، تضمنهما كتاباه: المجالس الأدبية، ومن شعراء المغرب الأقصى وأدبائه المعاصرين.

## الأوسمة والجوائز
- وشَّحه الملك محمد الخامس بالوسام العلوي سنة 1948 م.
- وسام العرش من درجة فارس سنة 1968 م.

## وفاته ودفنه
توفي عبد الله الجراري يوم الأربعاء 11 ربيع الثاني عام 1403هـ، الموافق 26 يناير (كانون الثاني) 1983م، وكان ألقى آخرَ درس له بمسجد السنَّة قبل يوم واحد من وفاته، ودُفن في الرباط في مقبرة الشهداء.